# Tren de conducción

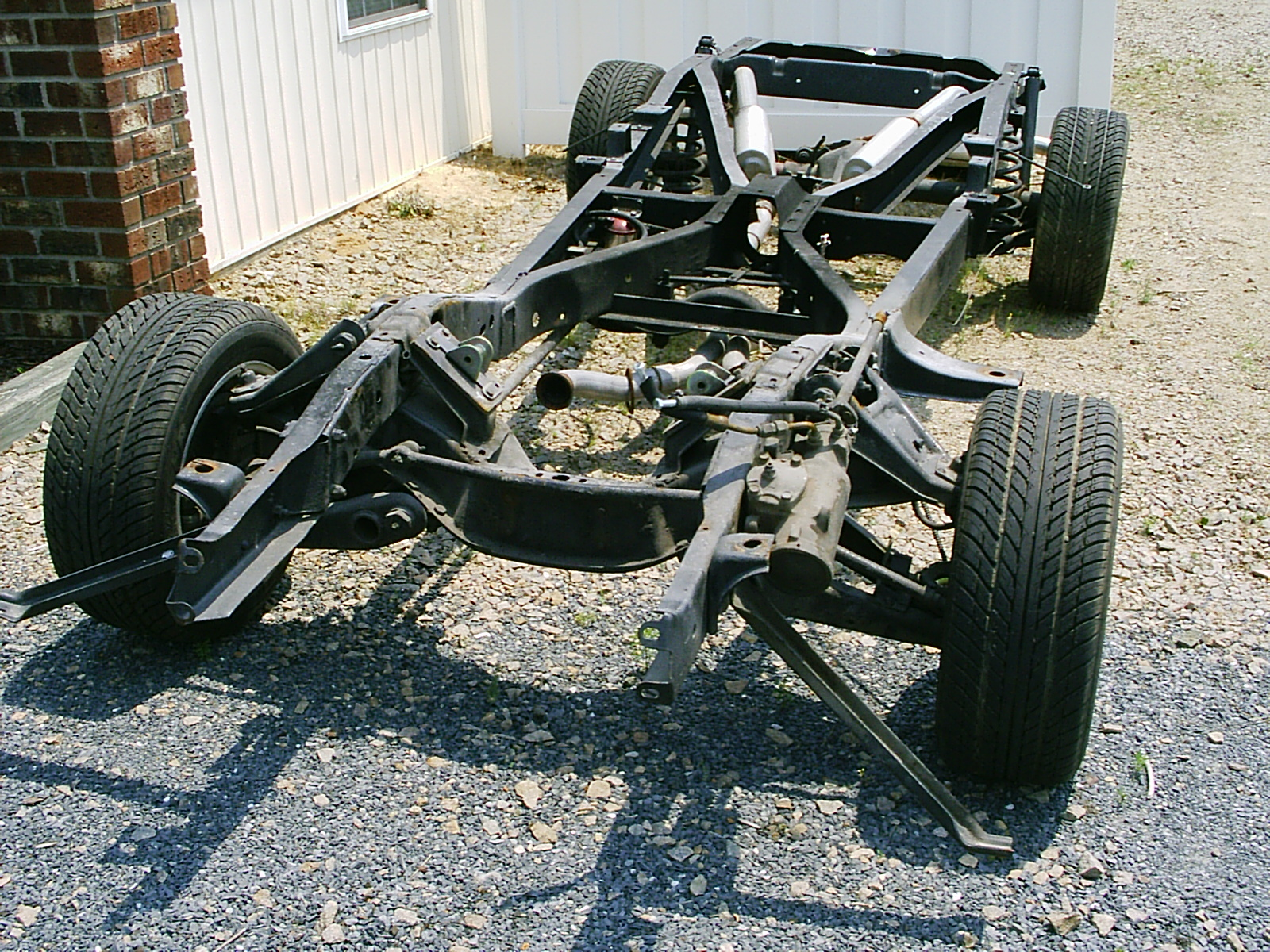
Chasis y tren de conducción.

Se denomina tren de conducción (en inglés chassis y en alemán Fahrwerk) al total de componentes de un vehículo que sirven para mantenerlo en contacto con la carretera.

## Componentes
El tren de conducción está compuesto por las ruedas junto a los componentes para su unión con el chasis, suspensión, amortiguador, dirección y los frenos. Los sistemas para el accionamiento de los frenos y la dirección, así como el motor, la caja de cambios y el grupo motopropulsor, no pertenecen al tren de conducción.
En el caso de los vehículos utilitarios con una carrocería independiente, el tren de conducción no es parte del chasis, sino que se considera como un conglomerado independiente.